# 美國國防情報局
國防情報局（英語：Defense Intelligence Agency，簡稱：防情局）為美國國防部轄下主要對外軍事情報組織。局長是美國國防部長的首席情報顧問，亦以美國國家情報總監為業務上級機關。此外，局長亦兼任美國戰略司令部旗下的美國情監偵聯合機能構成司令部司令及美國軍事情報委員會主席，負責協調美國國防情報圈的活動。此外，美國國防情報局也是美國國防武官體系的上級管理機構，外派武官至美國駐外使領館與其他政府機構（如美國國務院或美國中央情報局）的駐外人員共事。

## 外部連結
- 國防情報局官方網頁 （页面存档备份，存于）
- DIA 50th Anniversary Video and Short history
- DIA's John Hughes and the Cuban Missile Crisis
- The Origins of the Defense Intelligence Agency and the Cuban Missile Crisis
- The Vietnam Cauldron: Defense Intelligence in the War for Southeast Asia